# Juraj Martinović
Juraj Martinović, bosanski literarni zgodovinar, slovenist, prevajalec, esejist, * 24. maj 1936, Sarajevo - 3. avgust 2021.

## Življenje in delo
Po narodnosti bosanski Hrvat je osnovno šolo najprej obiskoval v Sarajevu ter pozneje v Zagrebu, kjer je leta 1955 končal gimnazijo. Jugoslovansko književnost in srbohrvaški jezik je študiral na Filozofski fakulteti v Sarajevu. S podiplomskim študijem je nadaljeval na Filozofski fakulteti v Ljubljani, kjer je leta 1969 magistriral z delom Vplivi srbohrvatske ljudske književnosti na slovensko epiko med letoma 1848 in 1858. Doktoriral je leta 1975 z disertacijo Poezija Dragotina Ketteja.
Kot novinar-pripravnik je deloval v redakciji zagrebškega časopisa Borbe. Z letom 1963 je začel službovati kot asistent na Filozofski fakulteti v Sarajevu in leta 1975 postal docent, ter dve leti pozneje izredni profesor slovenske književnosti. Njegovo prvo natisnjeno delo Pjesnik kao svjedok je izšlo leta 1961 v listu Putevi. Govori slovenski, ruski, angleški in francoski jezik.
Med slovenskimi literarnimi ustvarjalci sta ga zanimala Prešeren in njegov Sonetni venec ter Dragotin Kette. Kettejevo poezijo je označil kot izraz izvirne umetniške osebnosti, ki je globoko povezana s slovensko literarno tradicijo in pesniškimi modeli, kakršna sta Prešernova in Jenkove lirika. Nekateri njegovi članki so objavljeni v Sodobnosti, Jeziku in slovstvu in Slavistični reviji.
Bil je član redakcije revije Izraz, pisec predgovora in sestavljalec izbora pri izdaji Prešernovih del Soneti nesreće, Sonetni vijenac i druge pjesme (Sarajevo 1973) ter pisec predgovora v knjigi Ivan Cankar: Drame, ki je izšla v Sarajevu. Bil je direktor Inštituta za jezik in književnost v Sarajevu in župan mesta Sarajevo.
Danes je član Akademije znanosti i umjetnosti Bosne i Hercegovine ter dopisni član Slovenske akademije znanosti in umetnosti. Deluje v sarajevskem slovenskem kulturnem društvu 'Cankar'.

## Izbrana bibliografija
- Apsurd i harmonija. Sarajevo: 1973. (COBISS)
- Poezija Dragotina Ketteja. Ljubljana: 1976.(COBISS)
- Dragotin Kette. Ljubljana: 1978. (COBISS)
- Sonetni venec Franceta Prešerna. Beograd: Zavod za udžbenike, 1983. (COBISS)
- U kosoj projekciji: ogledi i rasprave iz slovenačke književnosti. Sarajevo: Svjetlost, 1985. (COBISS)

Prevodi iz slovenskega jezika
- Taras Kermauner, Menuet municijom. Sarajevo: 1976. (COBISS)
- Fran Gestrin - V. Melik, Istorija Slovenaca. Sarajevo:1980.
- Janez Rotar, Iskazi i struktura. Sarajevo: 1980.
- Ivan Cankar, Kuća Marije Pomoćnice/Nina. Sarajevo: 1981. (COBISS)
- Ivan Tavčar, Visočka hronika. Sarajevo: 1982.